# Xã Enterprise, Quận Faulk, South Dakota
Xã Enterprise (tiếng Anh: Enterprise Township) là một xã thuộc quận Faulk, tiểu bang Nam Dakota, Hoa Kỳ. Năm 2010, dân số của xã này là 139 người.